# Дамаська сталь

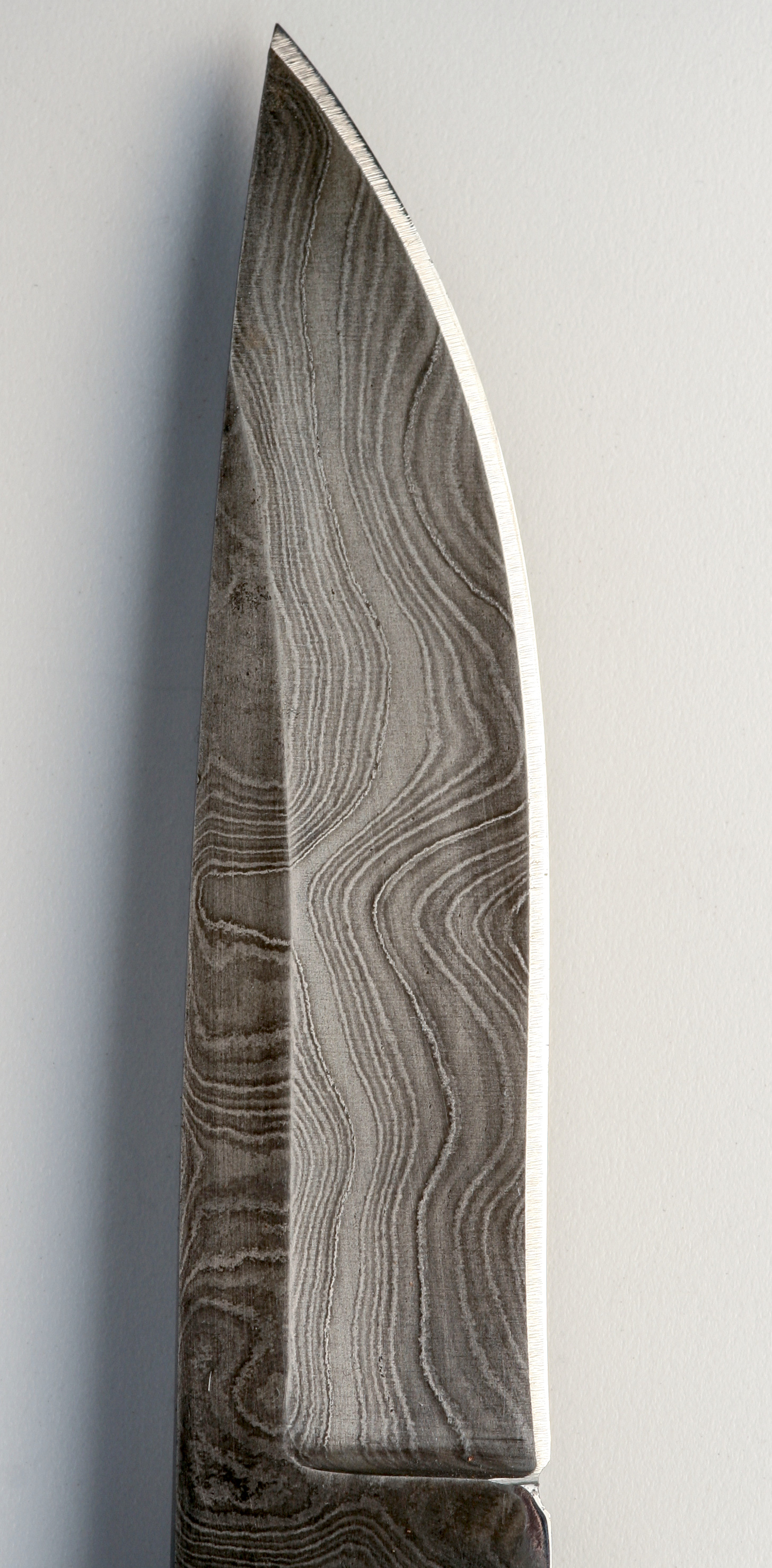
Ле́зо ножа, імітація дамаської сталі

Дамаська сталь — вид сталі з видимими неоднорідностями на сталевій поверхні, найчастіше у вигляді візерунків, одержуваних різними способами. Розрізняють два роди сталі, які іменуються загальним терміном «Дамаск»: зварювальний Дамаск (при багаторазовому перековуванні сталевого пакета, що складається із сталей з різним вмістом вуглецю) і рафіновані сталі. Тиглевий булат (він же вуц, англ. wootz), де візерунки з'являються за рахунок утворення крупних карбідів як результат високого вмісту вуглецю і методів повільного охолодження, до дамаських сталей не відноситься. Використовувалася для виготовлення холодної зброї і, рідше, обладунків.

## Технологія виготовлення

### Рафінована сталь
Рафінована сталь тільки номінально належить до Дамаску, оскільки ковальському зварюванню піддається один-єдиний однорідний блок сталі. Мета процесу була не вивести будь-який візерунок, а домогтися вигоряння шкідливих домішок (фосфор, сірка, шлак) і рівного розподілу вуглецю у заготовці. Принципово кожна якісна сталь до 18-го століття була рафінованою, через те, що кричне залізо в чистому вигляді непридатне для виготовлення клинків. У найпримітивнішому випадку, як це робилося до XVIII століття, залізну заготівлю розковували в довжину, складали навпіл, потім знову розковували і складали — так кілька разів, поки вистачить металу, — а з кожним проковуванням його залишалося все менше. Виходила заготовка, в якій шари з високим і низьким вмістом вуглецю виявлялися дуже тонкими (адже з кожним перегинання кількість шарів подвоювалася), і якій потім можна було надати будь-яку форму (пам'ятаючи, однак, про направлення волокон). Дифузія вуглецю з шару в шар давала в кінці процесу з фізичного погляду майже однорідний блок.
Ця технологія рафінації застосовувалася практично з початку залізної доби у всіх частинах світу з розвиненою металургією. Проте в Японії розвинулися особливі традиції і технології полірування клинків, які дозволяли виявити на поверхні сталі сліди численних складок і які не могли бути виявлені, скажімо, кислотним травленням. Візерунок японської сталі («Хада») насправді не є прошарком різних матеріалів, а залишками шлаків між окремими шарами і кристалами мартенситу та перліту, що утворилися під час загартовування. Композитні клинки японських мечів також не мають з Дамаском нічого спільного.

### Зварювальний Дамаск
Комбінуючи сталеві заготовки з різним вмістом вуглецю з наступним зварюванням, складанням і проковуванням, ковалі добивалися контролю над властивостями одержуваного матеріалу. Залізо, як правило, м'яке і легко піддається деформації, високовуглецева сталь — тверда і (при належній термообробці) пружна. Комбінуючи залізо і сталь високовуглецеву, отримували матеріал, який доповнював недоліки обох вихідних сталей. Так виникало чергування шарів металу з дуже високим і дуже низьким вмістом вуглецю. Перші при загартуванні набували більшу твердість, а другі, навпаки, не гартувалися зовсім і служили амортизуючою підкладкою. М'які залізні шари не давали металу бути дуже крихкими, а високовуглецеві шари надавали потрібну пружність і гостроту. Дифузія вуглецю також усереднює в якійсь мірі його розподіл у заготовці.
За прогресивнішої техніки, прийнятої в арабських країнах, ранньосередньовічній Європі чи в Китаї, проковували пучок заздалегідь заготовленого дроту або стрічок з певним вмістом вуглецю. Так витрачалося менше часу і заліза. Вже в III ст. до н. е. відповідно до археологічних знахідок, європейські кельти виготовляли зварний Дамаск. У перші століття нашої ери увійшов у моду так званий кручений Харалуг; бруски з різнорідних сталей зварювалися, перекручувалися спіраллю, знову проковували і з'єднувалися разом з такими ж заготовками в одну дошку. Велика кількість німецьких, пізньоримських і франкських мечів, старіших за X століття, що дійшли до наших днів, мають складну структуру.
Візерунки на поверхні цього виду Дамаска — оптичний ефект нерівномірного розподілу вуглецю в зв'язку з неоднорідністю матеріалу. Цей ефект часто посилювався спеціальними методами полірування і травленням поверхні кислотами. Сам же візерунок спочатку є не головною метою виготовлення зварних Харалуг, а всього лише побічним явищем.

## Литий булат
Коли говорять про легендарну «дамаську сталь», то під цим матеріалом мається на увазі власне персько-індійська тиглева сталь з високим вмістом вуглецю (до 2 %). Візерунок з'являється за рахунок утворення матриці карбіду і фериту при повільному охолодженні матеріалу. Що стосується механічних властивостей, то карбіди грають тут імовірно ключову роль; при заточуванні і шліфуванні м'які ферритні волокна сточувалися, і на ріжучій кромці залишалися найтвердіші карбідні матриці — крайка клинка виявлялася складається з нерозпізнаних оку, але алмазно-твердих і дуже небезпечних зубчиків. Також дані клинки майже не гартувалися, тому що високі температури призводять до проникнення вуглецю в кристали фериту, утворюючи тим самим аустеніт. Карбіди будуть зруйновані, що призведе до зникнення візерунка. Різновидом дамаських сталей булат не є (хоча в англійській мові зазвичай використовується така класифікація, а в російській — навпаки, Дамаск іноді відносять до різновидів булату).

## Історія
Рафінована сталь застосовувалася майже відразу після оволодіння людьми процесу виготовлення кричного заліза, позаяк продукт отриманий в сиродутній печі в чистому вигляді був непридатний для використання. Близько 1300 років до н. е. відповідна технологія з'явилася в Передній Азії, близько 800 до н. е. проникла в Європу, а в Китаї археологами доведено самостійна редукція руди за допомогою сиродутної печі приблизно в VII—VI столітті до н. е.
Зварювання різних сортів сталі і цілеспрямоване виготовлення зварних Харалуг було розроблено в більшості випадків незалежно один від одного. Вже в перших століттях до н. е. подібні матеріали були відомі і в Європі, і в Китаї. Є відомості, що в III столітті н. е. римляни вже знали зброю з дамаської сталі. Знахідка з Нідам містить багато мечів з дуже складним зварюванням нарівні з клинками, набагато простішими у конструкції.
Вперше індійська тиглева сталь згадується близько 300 року до н. е.. У Іран Дамаск потрапив ще в VI столітті. На території Київської Русі візерунчастий булат був відомий, хоча і рідкісний, ще в домонгольський період і називався булатом або «червоним залізом». Істотніших масштабів застосування дамаскової зброї на Русі досягло лише в XV століття, але аж до початку XVIII століття нечисленні дамаскові і булатні клинки ввозилися з Персії. Відомостей про місцеве виробництво дамаських і булатних сталей немає, проте є відомості про їх імпорт. У домонгольській Русі був відомий зварний Харалуг, технологія виготовлення якого була втрачена і відновлена тільки в кінці XX століття. Першою згадкою про цю технологію можна вважати відомості Аль-Біруні:
 Руси виробляли свої мечі з шапуркана, а доли посередині їх з нармохана, щоб додати їм міцність при ударі, запобігти їх крихкість. Ал-фулад не виносить холоду їх зим та ламається при ударі. Коли вони познайомилися з Фаранда, то винайшли для долів плетіння з довгих дротів (виготовлених) з обох різновидів заліза — шапуркана і жіночого. І стали виходити у них на зварних плетивах при зануренні (в травитель) речі дивовижні та рідкісні, такі, які вони бажали і мали намір отримати. Ал-Фаранда ж не виходить відповідно наміру при виготовленні і не приходить за бажанням, але він випадковий. 
А «Харалуг» згадується в «Слові о полку Ігоревім».
 Софія турі Всеволодѣ! стоіш на борони, прищеші на ВОІ стрѣламі, гремлеши об шоломи мечі харалужними. — Слово о полку Ігоревім
У той же час однозначного тлумачення терміна «Харалуг» немає. Зокрема, в цьому ж джерелі згадуються списи і Чопі, а в Задонщині — «берега харалужні».
Європейським майстрам вдалося освоїти технологію отримання багатошарового візерункового дамаску за близькосхідною технологією тільки до початку XVII століття, а за якістю «східний» Дамаск, зроблений у Європі, зрівнявся з азійським лише в XVIII столітті (але Наполеон все ще вважав за найкраще носити справжню турецьку шаблю, а не Шательє).
За схожою, але явно іншою від «дамаської» технології вироблялися японські мечі. Заготівку перерубану вздовж, складали удвічі, сковували, і так безліч разів. У результаті виходила смуга, що складається із сотень найтонших шарів, які ставали видні тільки після дуже довгого і складного полірування спеціальними засобами (шліфувальні камені, полірувальні піски).

## Популярні міфи про «дамаську сталь»
В даний час в ЗМІ існує багато теорій про перевагу так званої «справжньої дамаської сталі» (тобто литого булату або вуца) над усіма іншими видами металу. Ця думка, мабуть, з'явилася на початку XIX століття а, і була поширена головним чином через романтичну літературу, таку, як «Талісман» і «Айвенго» Вальтера Скотта. Власне історично і металургійно міф про абсолютну перевагу литого булату необґрунтований. Досі археологами на території західної Європи не знайдено жодного близькосхідного клинка старше XV-го століття, який би був виготовлений з литого булату, хоча, згідно з міфом, лицарі купували їх на «вагу золота», тому що вони нібито «різали кольчугу як масло». Жодних історичних доказів цьому досі не існує. Також Римська Імперія мала великі торговельні зв'язки з Давнім Сходом (перси, індійці) і за словами Плінія Старшого найкраща сталь привозилась звідти. Хоча індійську тиглеву сталь імовірно знали ще за часів Александра Македонського, досі науці не відомі римські мечі, спати або гладіуси, що складаються з «того самого» візерункового булату. Навпаки, саме зварні Харалуги часто зустрічаються серед знахідок римської епохи.
Також «дамаський» литий булат згадується в історичних джерелах тільки з XIII століття, коли хрестові походи вже були на спаді. Шабля є ріжучою зброєю, а чисто з фізичної точки зору і згідно з матеріалознавством термооброблена і відпущена сталь в районі 55-58 HRC не може бути розрізана точно такою ж сталлю. Міфи про разрубання пластинчастих обладунків та інших мечів насправді є продуктами XIX і XX століть і не відповідають історичній дійсності. Що стосується легенди про те, що близькосхідні народи легко розправлялися з важкоброньованами хрестоносцями за допомогою кривих шабель, то вона також не має історичних доказів. Хоча наявність імпортних середньоазійських шабель (які як правило не мали з перськими та індійськими булатами нічого спільного) незаперечно, один з найбільш ранніх «ісламських» близькосхідних кривих клинків датується кінцем XIII-го століття. Починаючи з VIII століття до XVI на Сході одночасно з шаблею ходили і прямі мечі, котрі і застосовувалися проти кольчуги, в яку були одягнені лицарі епохи Хрестових походів. Отже, твердження, що близькосхідні народи не користувалися прямими клинками в епоху хрестових походів необґрунтоване, як і використання лицарями «важких дворучних мечів» (що помилково припускав Вальтер Скотт у своїх працях). Шаблі з литого булату з'явилися лише в XIII столітті (див. вище), а клич і ятаган, які часто приписують «сарацинам» популярні джерела, — тільки через 200 років після закінчення хрестових походів в кінці XIII століття.
До того ж металургійні дослідження досі не довели, що литий візерунчастий булат володів якимись надзвичайними властивостями, що виходять за межі дозволеного законами фізики. Неодноразові спроби в ЗМІ довести реальність переваги Дамаського булату (наприклад розчинення його в кислоті) не мають наукової основи і не є скільки-небудь важливими для вирішення цієї проблеми.
Сама назва «дамаська сталь» часто ставиться під сумнів, оскільки місто Дамаск (від імені якого і відбулося найменування сталі) ніколи не славився ковальством і майстрами. Більшість збережених булатних клинків походять з Сирії, Персії та Індії, як правило не з регіонів, пов'язаних безпосередньо з Дамаском. Є припущення, що в Дамаску існував великий ринок зброї, де булатні клинки пропонувалися у великій масі — від чого їх і назвали Дамаський.